# Атанас Тодоров (Коево)
Атанас Тодоров Стойков е български революционер, одрински деец на Вътрешната македоно-одринска революционна организация.

## Биография
Роден е в 1868 година в лозенградското село Коево, тогава в Османската империя. Присъединява се към ВМОРО още млад и действа като куриер, милиционер и четник. Действията му са отбелязани от водача на ВМОРО Михаил Герджиков, с чиято чета Тодоров взима участие в Илинденско-Преображенското въстание през лятото на 1903 година. След въстанието е заловен и осъден на 15 години затвор. Лежи в Одрин, Цариград и отново в Одрин.
Освободен след султанска амнистия, тъй като Коево е опожарено от османската войска, Тодоров се изселва в Свободна България и се заселва в село Владиславово, Варненско.
На 18 март 1943 година, като жител на Владиславово, подава молба за българска народна пенсия, която е одобрена и пенсията е отпусната от Министерския съвет на Царство България.